# De Plevits

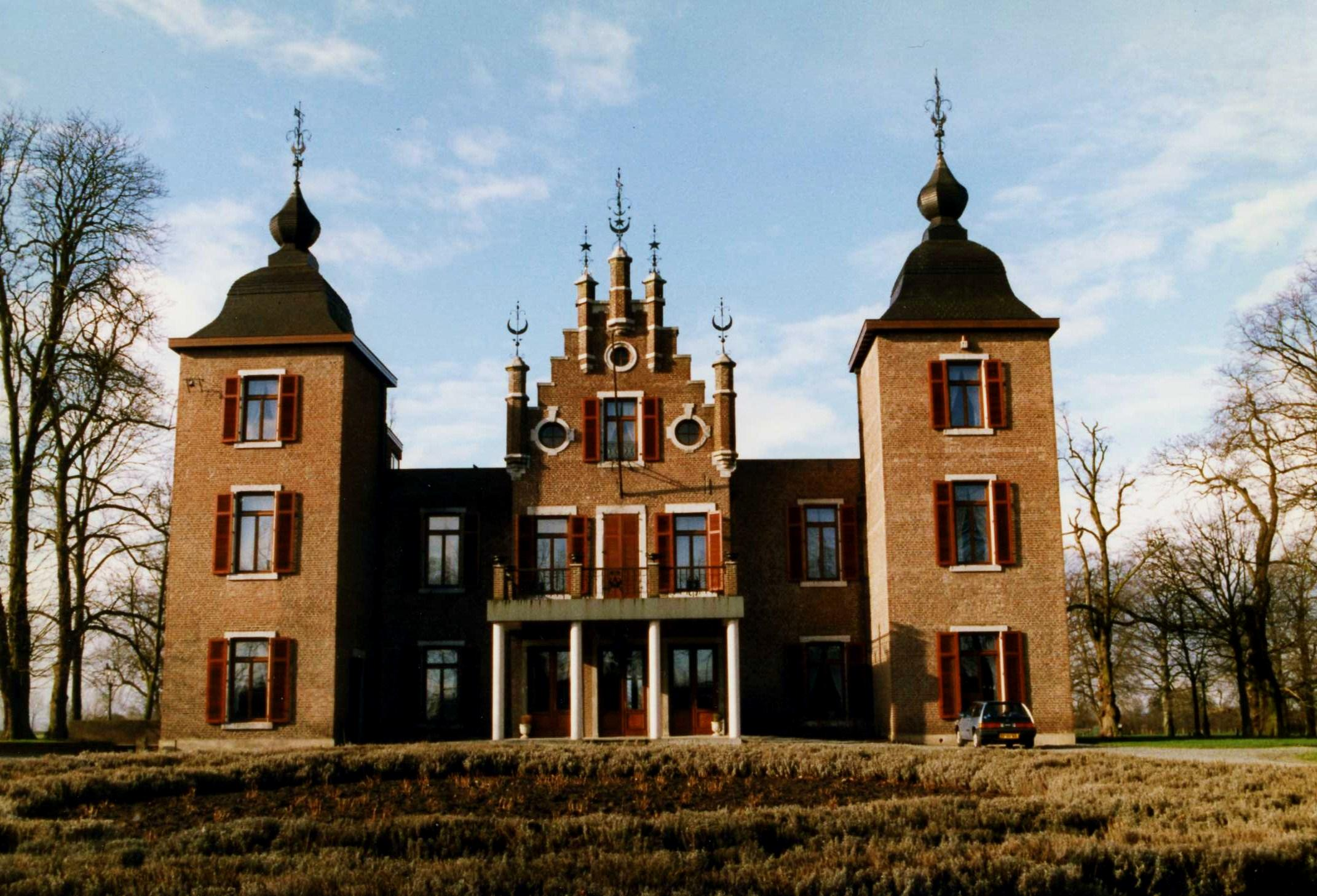
Kasteel Ter Borch

De Plevits (ook: De Plevits d'Alfens) is een geslacht waarvan leden sinds 1816 tot de Nederlandse adel behoren en dat in 1873 uitstierf.

## Geschiedenis
De stamreeks begint met Joost Plevoets die in 1660 te Schurhoven (bij Sint-Truiden) trouwde. Zijn achterkleinzoon noemde zich later de Plevits. Bij Koninklijk Besluit werd een familielid benoemd in de ridderschap van Limburg met homologatie van de titel van ridder; hetzelfde gebeurde voor diens broer in 1817, terwijl voor die laatste in 1822 de titel van baron werd erkend. Het geslacht stierf in 1873 uit.

## Enkele telgen
- Joannes Paulus [des H.R.Rijksbaron] de Plevits, heer van Petersheim en het hof van der Meulen en Roosteren (1728-1802), advocaat, luitenant-kolonel, eigenaar en bewoner van kasteel Ter Borch
  - Jean Paul ridder de Plevits de Roosteren (1754-1822), lid ridderschap en provinciale staten van Limburg, overleden op kasteel Ter Borch
  - Georgius Jacobus baron de Plevits d'Alfens, heer van Roosteren en Alfens ([1757]-1825), burgemeester van Roosteren, lid ridderschap van Limburg, overleden op kasteel Ter Borch; trouwde in 1782 met Johanna Francisca Henriëtta von Holthausen tot Horst, vrouwe van Alfens (1764-1791), overleden op kasteel Ter Borch
    - Joannes Baptista baron de Plevits d'Alfens (1784-1844), lid ridderschap en provinciale staten van Limburg
    - Agnes Sibilla barones de Plevits d'Alfens, vrouwe van Roosteren (1785-1860), overleden op kasteel Ter Borch; trouwde in 1803 met Joannes Baptiste Petrus Barbou (1766-1854), lid van de raad van Roermond
    - Xaverius Wilhelm Sidonius Franciscus baron de Plevits d'Alfens (1790-1873), kapitein, laatste telg van het geslacht, overleden op kasteel Alfens in Millen (Belgisch Limburg)